# US Vibonese Calcio
US Vibonese Calcio is een Italiaanse voetbalclub uit Vibo Valentia. De club werd opgericht in 1928 en speelt in de Serie D. De clubkleuren zijn rood en blauw.

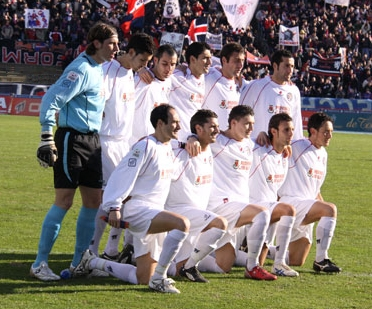
Team van 2008/2009